# Noors handbalteam (vrouwen)
Het Noorse handbalteam is het nationale team van Noorwegen voor vrouwen. Het team vertegenwoordigt het Norges Håndballforbund. Het Noorse team wordt met 23 finales op internationale kampioenschappen (anno eind 2021), beschouwd als het succesvolste team uit de historie.

## Resultaten

### Olympische Spelen
| Olympische Spelen | Olympische Spelen   | Olympische Spelen   | Olympische Spelen   | Olympische Spelen   | Olympische Spelen   | Olympische Spelen   | Olympische Spelen   | Olympische Spelen   |
| Jaar (teams)      | Resultaat           | Wed                 | W                   | G                   | V                   | DV                  | DT                  | DS                  |
| ----------------- | ------------------- | ------------------- | ------------------- | ------------------- | ------------------- | ------------------- | ------------------- | ------------------- |
| 1976 (6)          | Niet gekwalificeerd | Niet gekwalificeerd | Niet gekwalificeerd | Niet gekwalificeerd | Niet gekwalificeerd | Niet gekwalificeerd | Niet gekwalificeerd | Niet gekwalificeerd |
| 1980 (6)          | Niet gekwalificeerd | Niet gekwalificeerd | Niet gekwalificeerd | Niet gekwalificeerd | Niet gekwalificeerd | Niet gekwalificeerd | Niet gekwalificeerd | Niet gekwalificeerd |
| 1984 (6)          | Niet gekwalificeerd | Niet gekwalificeerd | Niet gekwalificeerd | Niet gekwalificeerd | Niet gekwalificeerd | Niet gekwalificeerd | Niet gekwalificeerd | Niet gekwalificeerd |
| 1988 (8)          | 2de                 | 4                   | 3                   | 1                   | 1                   | 115                 | 91                  | +24                 |
| 1992 (8)          | 2de                 | 5                   | 3                   | 0                   | 2                   | 99                  | 110                 | −11                 |
| 1996 (8)          | 4de                 | 5                   | 2                   | 0                   | 3                   | 116                 | 109                 | +7                  |
| 2000 (10)         | 3de                 | 7                   | 6                   | 0                   | 1                   | 174                 | 137                 | +37                 |
| 2004 (10)         | Niet gekwalificeerd | Niet gekwalificeerd | Niet gekwalificeerd | Niet gekwalificeerd | Niet gekwalificeerd | Niet gekwalificeerd | Niet gekwalificeerd | Niet gekwalificeerd |
| 2008 (12)         | 1ste                | 8                   | 8                   | 0                   | 0                   | 248                 | 185                 | +63                 |
| 2012 (12)         | 1ste                | 8                   | 5                   | 1                   | 2                   | 196                 | 187                 | +9                  |
| 2016 (12)         | 3de                 | 8                   | 6                   | 0                   | 2                   | 248                 | 205                 | +43                 |
| 2020 (12)         | 3de                 | 8                   | 7                   | 0                   | 1                   | 258                 | 191                 | +67                 |
| Totaal            | 8/12                | 53                  | 40                  | 2                   | 22                  | 1.411               | 1.215               | +196                |

 Kampioenen   Runners-up   Derde plaats   Vierde plaats

### Wereldkampioenschap
| Wereldkampioenschap | Wereldkampioenschap               | Wereldkampioenschap               | Wereldkampioenschap               | Wereldkampioenschap               | Wereldkampioenschap               | Wereldkampioenschap               | Wereldkampioenschap               | Wereldkampioenschap               |
| Jaar                | Resultaat                         | Wed                               | W                                 | G                                 | V                                 | DV                                | DT                                | DS                                |
| ------------------- | --------------------------------- | --------------------------------- | --------------------------------- | --------------------------------- | --------------------------------- | --------------------------------- | --------------------------------- | --------------------------------- |
| 1957                | Niet deelgenomen aan kwalificatie | Niet deelgenomen aan kwalificatie | Niet deelgenomen aan kwalificatie | Niet deelgenomen aan kwalificatie | Niet deelgenomen aan kwalificatie | Niet deelgenomen aan kwalificatie | Niet deelgenomen aan kwalificatie | Niet deelgenomen aan kwalificatie |
| 1962                | Niet deelgenomen aan kwalificatie | Niet deelgenomen aan kwalificatie | Niet deelgenomen aan kwalificatie | Niet deelgenomen aan kwalificatie | Niet deelgenomen aan kwalificatie | Niet deelgenomen aan kwalificatie | Niet deelgenomen aan kwalificatie | Niet deelgenomen aan kwalificatie |
| 1965                | Niet gekwalificeerd               | Niet gekwalificeerd               | Niet gekwalificeerd               | Niet gekwalificeerd               | Niet gekwalificeerd               | Niet gekwalificeerd               | Niet gekwalificeerd               | Niet gekwalificeerd               |
| 1971                | 7de                               | 4                                 | 1                                 | 1                                 | 2                                 | 33                                | 41                                | −8                                |
| 1973                | 8ste                              | 5                                 | 1                                 | 0                                 | 4                                 | 42                                | 57                                | −15                               |
| 1975                | 8ste                              | 5                                 | 2                                 | 0                                 | 3                                 | 61                                | 66                                | −5                                |
| 1978                | Niet gekwalificeerd               | Niet gekwalificeerd               | Niet gekwalificeerd               | Niet gekwalificeerd               | Niet gekwalificeerd               | Niet gekwalificeerd               | Niet gekwalificeerd               | Niet gekwalificeerd               |
| 1982                | 7de                               | 7                                 | 4                                 | 1                                 | 2                                 | 139                               | 117                               | +22                               |
| 1986                | 3de                               | 7                                 | 5                                 | 1                                 | 1                                 | 174                               | 127                               | +47                               |
| 1990                | 6de                               | 7                                 | 4                                 | 0                                 | 3                                 | 135                               | 135                               | 0                                 |
| 1993                | 3de                               | 7                                 | 6                                 | 0                                 | 1                                 | 144                               | 126                               | +18                               |
| 1995                | 4de                               | 8                                 | 5                                 | 0                                 | 3                                 | 205                               | 151                               | +54                               |
| 1997                | 2de                               | 9                                 | 7                                 | 0                                 | 2                                 | 251                               | 188                               | +63                               |
| 1999                | 1ste                              | 9                                 | 8                                 | 0                                 | 1                                 | 240                               | 170                               | +70                               |
| 2001                | 2de                               | 9                                 | 8                                 | 0                                 | 1                                 | 292                               | 203                               | +89                               |
| 2003                | 6de                               | 9                                 | 6                                 | 1                                 | 2                                 | 297                               | 241                               | +56                               |
| 2005                | 9de                               | 8                                 | 3                                 | 1                                 | 4                                 | 232                               | 205                               | +27                               |
| 2007                | 2de                               | 10                                | 8                                 | 0                                 | 2                                 | 314                               | 246                               | +68                               |
| 2009                | 3de                               | 10                                | 8                                 | 0                                 | 2                                 | 303                               | 227                               | +76                               |
| 2011                | 1ste                              | 9                                 | 8                                 | 0                                 | 1                                 | 278                               | 201                               | +77                               |
| 2013                | 5de                               | 7                                 | 6                                 | 0                                 | 1                                 | 198                               | 139                               | +59                               |
| 2015                | 1ste                              | 9                                 | 8                                 | 0                                 | 1                                 | 269                               | 209                               | +60                               |
| 2017                | 2de                               | 9                                 | 7                                 | 0                                 | 2                                 | 281                               | 196                               | +85                               |
| 2019                | 4de                               | 10                                | 7                                 | 0                                 | 3                                 | 309                               | 249                               | +60                               |
| 2021                | 1ste                              | 9                                 | 8                                 | 1                                 | 0                                 | 320                               | 191                               | +129                              |
| 2023                | 2de                               | 9                                 | 7                                 | 0                                 | 2                                 | 305                               | 205                               | +100                              |
| Totaal              | 22/26                             | 176                               | 127                               | 6                                 | 43                                | 4822                              | 3692                              | +1132                             |

 Kampioenen   Runners-up   Derde plaats   Vierde plaats

### Europees kampioenschap
| Europees kampioenschap | Europees kampioenschap | Europees kampioenschap | Europees kampioenschap | Europees kampioenschap | Europees kampioenschap | Europees kampioenschap | Europees kampioenschap | Europees kampioenschap | Europees kampioenschap |
| Jaar (teams)           | Resultaat              | Wed                    | W                      | G                      | V                      | DV                     | DT                     | DS                     | Kwal                   |
| ---------------------- | ---------------------- | ---------------------- | ---------------------- | ---------------------- | ---------------------- | ---------------------- | ---------------------- | ---------------------- | ---------------------- |
| 1994 (12)              | 3de                    | 7                      | 4                      | 0                      | 3                      | 134                    | 130                    | +4                     | (Kwal.)                |
| 1996 (12)              | 2de                    | 7                      | 4                      | 2                      | 1                      | 179                    | 151                    | +26                    | (Kwal.)                |
| 1998 (12)              | 1ste                   | 7                      | 7                      | 0                      | 0                      | 189                    | 132                    | +57                    | (Kwal.)                |
| 2000 (12)              | 6de                    | 6                      | 2                      | 2                      | 2                      | 151                    | 149                    | +2                     | (EK 1998)              |
| 2002 (16)              | 2de                    | 8                      | 6                      | 1                      | 1                      | 203                    | 169                    | +34                    | (Kwal.)                |
| 2004 (16)              | 1ste                   | 8                      | 8                      | 0                      | 0                      | 259                    | 191                    | +68                    | (EK 2002)              |
| 2006 (16)              | 1ste                   | 8                      | 8                      | 0                      | 0                      | 258                    | 179                    | +79                    | (EK 2004)              |
| 2008 (16)              | 1ste                   | 8                      | 7                      | 1                      | 0                      | 248                    | 169                    | +79                    | (EK 2006)              |
| 2010 (16)              | 1ste                   | 8                      | 7                      | 0                      | 1                      | 239                    | 146                    | +93                    | (Gastland)             |
| 2012 (16)              | 2de                    | 8                      | 6                      | 0                      | 2                      | 219                    | 194                    | +25                    | (EK 2010)              |
| 2014 (16)              | 1ste                   | 8                      | 7                      | 0                      | 1                      | 211                    | 160                    | +51                    | (Kwal.)                |
| 2016 (16)              | 1ste                   | 8                      | 8                      | 0                      | 0                      | 225                    | 192                    | +33                    | (Kwal.)                |
| 2018 (16)              | 5de                    | 7                      | 5                      | 0                      | 2                      | 224                    | 177                    | +47                    | (Kwal.)                |
| 2020 (16)              | 1ste                   | 8                      | 8                      | 0                      | 0                      | 254                    | 160                    | +94                    | (Kwal.)                |
| 2022 (16)              | 1ste                   | 8                      | 7                      | 0                      | 1                      | 239                    | 190                    | +49                    | (Kwal.)                |
| Totaal                 | 15/15                  | 106                    | 87                     | 6                      | 13                     | 2.993                  | 2.299                  | +694                   |                        |

 Kampioenen   Runners-up   Derde plaats   Vierde plaats

### Overige toernooien
- Carpathian Trophy 1977: 6de plaats
- GF World Cup 2005: Winnaar[3]
- GF World Cup 2007: 3de plaats
- GF World Cup 2008: Winnaar
- GF World Cup 2009: 2de plaats[4]
- GF World Cup 2010: 2de plaats
- GF World Cup 2011: 2de plaats
- Møbelringen Cup 2001: 2de plaats
- Møbelringen Cup 2002: 2de plaats
- Møbelringen Cup 2003: Winnaar
- Møbelringen Cup 2004: Winnaar
- Møbelringen Cup 2005: 3de plaats[5]
- Møbelringen Cup 2006: Winnaar
- Møbelringen Cup 2007: Winnaar
- Møbelringen Cup 2008: Winnaar
- Møbelringen Cup 2009: Winnaar[6]
- Møbelringen Cup 2010: Winnaar
- Møbelringen Cup 2011: Winnaar
- Møbelringen Cup 2012: 3de plaats
- Møbelringen Cup 2013: Winnaar
- Møbelringen Cup 2014: 2de plaats
- Møbelringen Cup 2015: 2de plaats
- Møbelringen Cup 2016: Winnaar
- Møbelringen Cup 2017: Winnaar
- Møbelringen Cup 2018: Winnaar
- Intersport Cup 2019: Winnaar
- Golden League 2012/2013: 3de plaats
- Golden League 2014/2015: 3de plaats
- Golden League 2016/2017: Winnaar
- Golden League 2018/2019: Winnaar

## Team

### Selecties
Europees kampioenschap 2022
Henny Reistad, Emilie Hegh Arntzen, Nora Mørk, Silje Solberg, Stine Bredal Oftedal , Katrine Lunde, Kristine Breistøl, Emilie Hovden, Vilde Ingstad, Maren Nyland Aardahl, Malin Aune, Stine Skogrand,  Marie Davidsen, Ragnhild Valle Dahl, Kristina Novak, Sunniva Andersen, Anniken Wollik, Ane Cecilie Høgseth, Thale Rushfeldt Deila.
Bondscoach: Thorir Hergeirsson
Wereldkampioenschap 2021 - 1ste plaats
Henny Reistad, Emilie Hegh Arntzen, Veronica Kristiansen, Nora Mørk, Stine Bredal Oftedal , Malin Aune, Silje Solberg, Kari Brattset Dale, Vilde Ingstad, Katrine Lunde, Moa Høgdahl, Marit Røsberg Jacobsen, Camilla Herrem, Sanna Solberg-Isaksen, Kristine Breistøl, Emilie Hovden, Rikke Granlund, Maren Nyland Aardahl.
Bondscoach: Thorir Hergeirsson
Olympische Spelen 2021 - 3de plaats
Henny Reistad, Veronica Kristiansen, Marit Malm Frafjord, Stine Skogrand, Nora Mørk, Stine Bredal Oftedal , Silje Solberg, Kari Brattset Dale, Katrine Lunde, Marit Røsberg Jacobsen, Camilla Herrem, Sanna Solberg-Isaksen, Kristine Breistøl, Marta Tomac, Vilde Johansen.
Bondscoach: Thorir Hergeirsson
Europees kampioenschap 2020 - 1ste plaats
Emily Stang Sando, Henny Reistad, Emilie Hegh Arntzen, Veronica Kristiansen, Marit Malm Frafjord, Heidi Løke, Stine Skogrand, Nora Mørk, Stine Bredal Oftedal , Malin Aune, Silje Solberg, Kari Brattset Dale, Katrine Lunde, Marit Røsberg Jacobsen, Camilla Herrem, Sanna Solberg-Isaksen, Kristine Breistøl, Marta Tomac, Rikke Granlund.
Bondscoach: Thorir Hergeirsson
Wereldkampioenschap 2019 - 4de plaats
Emilie Hegh Arntzen, Heidi Løke, Stine Skogrand, Silje Waade, Stine Bredal Oftedal , Malin Aune, Silje Solberg, Kari Brattset Dale, Andrea Austmo Pedersen, Helene Gigstad Fauske, Moa Høgdahl, Marit Røsberg Jacobsen, Ingvild Bakkerud, Camilla Herrem, Sanna Solberg-Isaksen, Kristine Breistøl, Marta Tomac.
Bondscoach: Thorir Hergeirsson
Europees kampioenschap 2018 - 5de plaats
Henny Reistad, Emilie Hegh Arntzen, Veronica Kristiansen, Heidi Løke, Silje Waade, Stine Bredal Oftedal , Malin Aune, Silje Solberg, Kari Brattset, Linn Jørum Sulland, Katrine Lunde, Camilla Herrem, Sanna Solberg, Thea Mørk, Marta Tomac, Marit Røsberg Jacobsen, Vilde Ingstad.
Bondscoach: Thorir Hergeirsson
Wereldkampioenschap 2017 - 2de plaats
Kari Aalvik Grimsbø, Emilie Hegh Arntzen, Veronica Kristiansen, Heidi Løke, Stine Skogrand, Vilde Ingstad, Nora Mørk, Stine Bredal Oftedal , Kari Brattset, Katrine Lunde, Helene Gigstad Fauske, Emilie Christensen, Amanda Kurtović, Camilla Herrem, Sanna Solberg en Marit Røsberg Jacobsen.
Bondscoach: Þórir Hergeirsson
Europees kampioenschap 2016 - 1ste plaats
Kari Aalvik Grimsbø, Silje Solberg, Marit Malm Frafjord, Vilde Mortensen Ingstad, Nora Mørk, Amanda Kurtović, Stine Ruscetta Skogrand, Silje Waade, Kjerstin Boge Solås, Marta Tomac, Emilie Hegh Arntzen, Veronica Egebakken Kristiansen, Stine Bredal Oftedal , Camilla Herrem, Sanna Solberg en Malin Aune.
Bondscoach: Þórir Hergeirsson
Olympische Spelen 2016 - 3de plaats
Kari Aalvik Grimsbø, Mari Kristine Molid, Emilie Hegh Arntzen, Veronica Egebakken Kristiansen, Ida Alstad, Heidi Løke, Nora Mørk, Stine Bredal Oftedal , Marit Malm Frafjord, Katrine Lunde, Linn-Kristin Riegelhuth Koren, Amanda Kurtović, Camilla Herrem en Sanna Solberg.
Bondscoach: Þórir Hergeirsson
Wereldkampioenschap 2015 - 1ste plaats
Kari Aalvik Grimsbø, Betina Riegelhuth, Mari Molid, Veronica Kristiansen, Heidi Løke, Nora Mørk, Stine Bredal Oftedal  Silje Solberg, Camilla Herrem, Amanda Kurtović, Sanna Solberg, Pernille Wibe, Marta Tomac, Linn Jørum Sulland, Stine Skogrand, Vilde Ingstad en Ida Alstad.
Bondscoach: Þórir Hergeirsson
Europees kampioenschap 2014 - 1ste plaats
Kari Aalvik Grimsbø, Betina Riegelhuth, Emilie Hegh Arntzen, Veronica Kristiansen, Ida Alstad, Heidi Løke, Karoline Dyhre Breivang , Nora Mørk, Stine Bredal Oftedal, Silje Solberg, Ida Bjørndalen Karlsson, Emily Stang Sando, Linn-Kristin Riegelhuth Koren, Maja Jakobsen, Camilla Herrem, Sanna Solberg en Pernille Wibe
Bondscoach: Þórir Hergeirsson
Wereldkampioenschap 2013 - 5de plaats
Mari Molid, Stine Bredal Oftedal, Ida Alstad, Heidi Løke, Tonje Nøstvold, Karoline Dyhre Breivang , Isabel Blanco, Anja Hammerseng-Edin, Silje Solberg, Linn Jørum Sulland, Katrine Lunde, Veronica Kristiansen, Linn-Kristin Riegelhuth Koren, Nora Mørk, Camilla Herrem en Sanna Solberg
Bondscoach: Þórir Hergeirsson
Europees kampioenschap 2012 - 2de plaats
Karoline Næss, Stine Bredal Oftedal, Ida Alstad, Heidi Løke, Karoline Dyhre Breivang, Kristine Lunde-Borgersen, Anja Edin, Silje Solberg, Marit Malm Frafjord , Isabel Blanco (reserve), Ida Bjørndalen, Linn Jørum Sulland, Katrine Lunde Haraldsen, Linn-Kristin Riegelhuth Koren, Linn Gossé, Maja Jakobsen en Camilla Herrem.
Bondscoach: Þórir Hergeirsson
Olympische Spelen 2012 - 1ste plaats
Kari Aalvik Grimsbø, Katrine Lunde Haraldsen, Ida Alstad, Heidi Løke, Karoline Næss, Tonje Nøstvold, Karoline Dyhre Breivang, Kristine Lunde-Borgersen, Kari Mette Johansen, Marit Malm Frafjord , Linn Jørum Sulland, Linn-Kristin Riegelhuth Koren, Gøril Snorroeggen, Amanda Kurtović en Camilla Herrem.
Bondscoach: Þórir Hergeirsson
Wereldkampioenschap 2011 - 1ste plaats
Kari Aalvik Grimsbø, Mari Molid, Karoline Næss (reserve), Stine Bredal Oftedal, Ida Alstad, Heidi Løke, Tonje Nøstvold, Karoline Dyhre Breivang, Kristine Lunde-Borgersen, Kari Mette Johansen, Marit Malm Frafjord , Katrine Lunde Haraldsen, Linn Jørum Sulland, Linn-Kristin Riegelhuth Koren, Gøril Snorroeggen, Amanda Kurtović en Camilla Herrem.
Bondscoach: Þórir Hergeirsson
Europees kampioenschap 2010 - 1ste plaats
Kari Aalvik Grimsbø, Mari Molid, Nora Mørk, Ida Alstad, Heidi Løke, Tonje Nøstvold, Karoline Dyhre Breivang, Gro Hammerseng , Kari Mette Johansen, Marit Malm Frafjord, Tonje Larsen, Katrine Lunde Haraldsen, Linn-Kristin Riegelhuth, Stine Bredal Oftedal, Tine Stange, Camilla Herrem en Linn Jørum Sulland.
Bondscoach: Þórir Hergeirsson
Wereldkampioenschap 2009 - 3de plaats
Kari Aalvik Grimsbø, Renate Urne, Ida Alstad, Heidi Løke, Tonje Nøstvold, Karoline Dyhre Breivang, Kristine Lunde-Borgersen , Kari Mette Johansen, Terese Pedersen, Marit Malm Frafjord, Tonje Larsen, Katrine Lunde Haraldsen, Linn-Kristin Riegelhuth, Tine Stange, Anja Edin, Siri Seglem en Camilla Herrem.
Bondscoach: Þórir Hergeirsson
Europees kampioenschap 2008 - 1ste plaats
Camilla Herrem, Heidi Løke, Isabel Blanco, Kari Aalvik Grimsbø, Kari Mette Johansen, Karoline Dyhre Breivang, Katrine Lunde Haraldsen, Kristine Lunde , Linn Jørum Sulland, Linn-Kristin Riegelhuth, Marit Malm Frafjord, Ragnhild Aamodt, Terese Pedersen, Tine Rustad Kristiansen, Tonje Larsen en Tonje Nøstvold.
Bondscoach: Marit Breivik
Olympische Spelen 2008 - 1ste plaats
Else-Marthe Sørlie Lybekk, Gro Hammerseng , Gøril Snorroeggen, Kari Aalvik Grimsbø, Kari Mette Johansen, Karoline Dyhre Breivang, Katja Nyberg, Katrine Lunde Haraldsen, Kristine Lunde, Linn-Kristin Riegelhuth, Marit Malm Frafjord, Ragnhild Aamodt, Tonje Larsen en Tonje Nøstvold.
Bondscoach: Marit Breivik
Wereldkampioenschap 2007 - 2de plaats
Anette Hovind Johansen, Else-Marthe Sørlie Lybekk, Gro Hammerseng , Gøril Snorroeggen, Kari Aalvik Grimsbø, Kari Mette Johansen, Karoline Dyhre Breivang, Katja Nyberg, Katrine Lunde Haraldsen, Linn Jørum Sulland, Linn-Kristin Riegelhuth, Marit Malm Frafjord, Ragnhild Aamodt, Terese Pedersen, Tonje Nøstvold en Vigdis Hårsaker.
Bondscoach: Marit Breivik
Europees kampioenschap 2006 - 1ste plaats
Anette Hovind Johansen, Anne Kjersti Suvdal, Else-Marthe Sørlie Lybekk, Gro Hammerseng , Gøril Snorroeggen, Kari Aalvik Grimsbø, Kari Mette Johansen, Karoline Dyhre Breivang, Katja Nyberg, Katrine Lunde, Kristine Lunde, Linn-Kristin Riegelhuth, Marianne Rokne, Marit Malm Frafjord, Ragnhild Aamodt, Terese Pedersen en Tonje Nøstvold.
Bondscoach: Marit Breivik
Wereldkampioenschap 2005 - 9de plaats
Anette Hovind Johansen, Camilla Thorsen, Elisabeth Hilmo , Isabel Blanco, Kari Mette Johansen, Karoline Dyhre Breivang, Katrine Lunde, Kjersti Beck, Kristine Lunde, Linn Jørum Sulland, Marianne Rokne, Ragnhild Aamodt, Randi Gustad, Terese Pedersen en Tonje Nøstvold.
Bondscoach: Marit Breivik
Europees kampioenschap 2004 - 1ste plaats
Camilla Thorsen, Elisabeth Hilmo, Else-Marthe Sørlie Lybekk, Gro Hammerseng , Gøril Snorroeggen, Isabel Blanco, Kari Mette Johansen, Karoline Dyhre Breivang, Katja Nyberg, Katrine Lunde, Kjersti Beck, Kristine Lunde, Linn-Kristin Riegelhuth, Ragnhild Aamodt, Randi Gustad, Terese Pedersen en Vigdis Hårsaker.
Bondscoach: Marit Breivik
Wereldkampioenschap 2003 - 6de plaats
Heidi Tjugum, Cecilie Leganger, Katrine Lunde, Gro Hammerseng , Unni Nyhamar Hinkel, Elisabeth Hilmo, Vigdis Hårsaker, Berit Hynne, Anette Hovind Johansen, Tonje Larsen, Kristine Lunde, Else-Marthe Sørlie Lybekk, Katja Nyberg, Linn-Kristin Riegelhuth, Monica Sandve en Ragnhild Aamodt.
Bondscoach: Marit Breivik
Europees kampioenschap 2002 - 2de plaats
Anette Hovind Johansen, Birgitte Sættem, Elisabeth Hilmo, Else-Marthe Sørlie Lybekk , Gro Hammerseng, Heidi Tjugum, Janne Tuven, Kari-Anne Henriksen, Katja Nyberg, Katrine Lunde, Lina Olsson Rosenberg, Mia Hundvin, Mimi Kopperud Slevigen, Monica Sandve, Tonje Larsen en Vigdis Hårsaker.
Bondscoach: Marit Breivik
Wereldkampioenschap 2001 - 2de plaats
Cecilie Leganger, Mimi Kopperud Slevigen, Heidi Halvorsen, Kjersti Grini , Gro Hammerseng, Kristine Duvholt, Janne Tuven, Marianne Rokne, Else Marthe Sørlie Lybekk, Elisabeth Hilmo, Monica Sandve, Vigdis Hårsaker, Kristine Lunde, Unni Nyhamar Hinkel en Hanne Halén.
Bondscoach: Marit Breivik
Europees kampioenschap 2000 - 6e plaats
Birgitte Sættem, Camilla Carstens, Camilla Thorsen, Cecilie Thorsteinsen, Elisabeth Hilmo, Else-Marthe Sørlie Lybekk , Gro Hammerseng, Hege Christin Vikebø, Hege Johansen, Jeanette Nilsen, Kristine Duvholt, Marianne Rokne, Mimi Kopperud Slevigen, Monica Sandve, Vigdis Hårsaker en Karoline Dyhre Breivang.
Bondscoach: Marit Breivik
Olympische Spelen 2000 - 3e plaats
Ann Cathrin Eriksen, Birgitte Sættem, Cecilie Leganger, Elisabeth Hilmo, Else Marthe Sørlie, Heidi Tjugum, Jeanette Nilsen, Kjersti Grini, Kristine Duvholt, Marianne Rokne, Mia Hundvin, Monica Sandve, Susann Goksør Bjerkrheim , Tonje Larsen en Trine Haltvik.
Bondscoach: Marit Breivik
Wereldkampioenschap 1999 - 1ste plaats
Ann Cathrin Eriksen, Birgitte Sættem, Cecilie Leganger, Elisabeth Hilmo, Else-Marthe Sørlie Lybekk, Heidi Tjugum, Jeanette Nilsen, Kjersti Grini, Kristine Duvholt, Marianne Rokne, Mette Davidsen, Mia Hundvin, Sahra Hausmann, Susann Goksør Bjerkrheim , Tonje Larsen en Trine Haltvik.
Bondscoach: Marit Breivik
Europees kampioenschap 1998 - 1ste plaats
Ann Cathrin Eriksen, Camilla Carstens, Cecilie Leganger, Elisabeth Hilmo, Elise Margrete Alsand, Else-Marthe Sørlie, Heidi Tjugum, Janne Tuven, Jeanette Nilsen, Kjersti Grini , Mette Davidsen, Mia Hundvin, Sahra Hausmann, Siv Heim Sæbøe, Tonje Larsen en Trine Haltvik.
Bondscoach: Marit Breivik
Wereldkampioenschap 1997 - 2de plaats
Heidi Tjugum, Jeanette Nilsen, Lise Kristiansen, Tonje Sagstuen, Susann Goksør Bjerkrheim , Trine Haltvik, Mette Davidsen, Tonje Larsen, Janne Tuven, Anette Tveter, Kari Solem, Sahra Hausmann, Monica Vik Hansen en Ellen Thomsen.
Bondscoach: Marit Breivik
Europees kampioenschap 1996 - 2de plaats
Heidi Tjugum, Jeanette Nilsen, Annette Skotvoll, Tonje Larsen, Kjersti Grini, Sahra Hausmann, Susann Goksør , Kari Solem, Monica Vik Hansen, Trine Haltvik, Kristine Moldestad, Mette Davidsen, Janne Tuven, Ellen Thomsen en Silje Bolset.
Bondscoach: Marit Breivik
Olympische Spelen 1996 - 4de plaats
Ann Cathrin Eriksen, Annette Skotvoll, Hege Kvitsand, Heidi Tjugum, Hilde Østbø, Kari Solem, Kjersti Grini, Kristine Duvholt, Kristine Moldestad, Mette Davidsen, Mona Dahle, Sahra Hausmann, Susann Goksør , Tonje Larsen, Trine Haltvik en Silje Bolset.
Bondscoach: Marit Breivik
Wereldkampioenschap 1995 - 4e plaats
Heidi Tjugum, Cecilie Leganger, Annette Skotvoll, Susann Goksør , Mette Davidsen, Kjersti Grini, Ann Cathrin Eriksen, Mona Dahle, Tonje Sagstuen, Tonje Larsen, Hege Kristine Kvitsand, Cathrine Svendsen en Kristine Moldestad.
Bondscoach: Marit Breivik
Europees kampioenschap 1994 - 3de plaats
Cecilie Leganger, Annette Skotvoll, Monica Løken, Tonje Larsen, Kjersti Grini, Tonje Sagstuen, Susann Goksør , Kristine Moldestad, Kristine Duvholt, Marte Eliasson, Kari Solem, Hege Kristine Kvitsand, Mona Dahle, Ingrid Steen en Siri Eftedal.
Bondscoach: Marit Breivik
Wereldkampioenschap 1993 - 3de plaats
Cecilie Leganger, Annette Skotvoll, Hege Frøseth, Susann Goksør , Siri Eftedal, Connie Mathisen, Mette Davidsen, Mona Dahle, Marte Eliasson, Kristine Duvholt, Karin Pettersen, Heidi Sundal, Hege Kristine Kvitsand, Tonje Sagstuen en Cathrine Svendsen.
Bondscoach: Sven Tore Jacobsen
Olympische Spelen 1992 - 2de plaats
Annette Skotvoll, Cathrine Svendsen, Hanne Hogness , Hege Frøseth, Heidi Sundal, Heidi Tjugum, Henriette Henriksen, Ingrid Steen, Karin Pettersen, Kristine Duvholt, Mona Dahle, Siri Eftedal, Susann Goksør en Tonje Sagstuen.
Bondscoach: Sven Tore Jacobsen
Wereldkampioenschap 1990 - 6de plaats
Kjerstin Andersen, Annette Skotvoll, Reidun Gunnarson, Susann Goksør, Kjersti Grini, Trine Haltvik, Hanne Hegh , Hanne Hogness, Marte Eliasson, Kristin Cecilie Karlsen, Cathrine Svendsen, Tonje Sagstuen, Karin Pettersen en Tone Anne Alvestad Seland
Bondscoach: Sven Tore Jacobsen
 Olympische Spelen 1988 – 2de plaats
Annette Skotvoll, Berit Digre, Cathrine Svendsen, Hanne Hegh , Hanne Hogness, Heidi Sundal, Karin Singstad, Ingrid Steen, Karin Pettersen, Kjerstin Andersen, Kristin Midthun, Susann Goksør, Marte Eliasson, Trine Haltvik en Vibeke Johnsen.
Bondscoach: Sven-Tore Jacobsen.
 Wereldkampioenschap 1986 - 3de plaats
Kristin Midthun, Heidi Sundal, Trine Haltvik, Ingrid Steen, Åse Birkrem, Cathrine Svendsen, Hanne Hegh , Hanne Hogness, Anne Migliosi, Kristin Eide, Karin Pettersen, Karin Singstad, Unni Birkrem, Linn-Siri Jensen en Kjerstin Andersen.
Bondscoach: Sven-Tore Jacobsen.
 Wereldkampioenschap 1982 - 7de plaats
Liv Bjørk, Linn Siri Jensen, Turid Smedsgård, Heidi Sundal, Hanne Hegh, Sissel Buchholdt, Britt Johansen, Kristin Midthun, Marit Breivik, Ingunn Thomassen Berg, Kristin Glosimot Kjeldsberg, Wenche Halvorsen Stensrud, Åse Nygård Pedersen, Ingunn Rise Kirkeby en Susanne Hannestad.
Bondscoach: Karen Fladset
 Wereldkampioenschap 1975 - 8ste plaats
Liv Bjørk, Siri Keul, Sissel Buchholdt, Marit Breivik, Bjørg Andersen, Kari Aagaard, Astri Knudsen Bech, Unni Anisdahl, Anne Aanestad Winter, Turid Sannes, Hjørdis Høsøien, Wenche Wensberg, Randi Elisabeth Dyrdal en Lisabeth H. Muhrer.
Bondscoach: Frode Kyvåg.
 Wereldkampioenschap 1973 - 8ste plaats
Liv Bjørk, Siri Keul, Sissel Buchholdt, Bjørg Andersen, Karen Fladset, Kari Aagaard, Astri Knudsen Bech, Sigrid Halvorsen, Unni Anisdahl, Inger-Johanne Tveter, Grethe Tønnesen, Hjørdis Høsøien, Wenche Wensberg en Svanhild Sponberg.
Bondscoach: Frode Kyvåg.
 Wereldkampioenschap 1971 - 7de plaats
Liv Bjørk, Siri Keul, Sissel Buchholdt, Bjørg Andersen, Eldbjørg Willassen, Karen Fladset, Astri Knudsen Bech, Sigrid Halvorsen, Astrid Skei Høsøien, Unni Anisdahl, Inger-Johanne Tveter, Lille Storberg, Anne Hilmersen en Berit Moen Johansen.
Bondscoach: Frode Kyvåg.

### Coaching historie
| Periode       | Bondscoach         |
| ------------- | ------------------ |
| 1974 - 1978   | Frode Kyvåg        |
| 1978 - 1982   | Otto Th. Pedersen  |
| 1982 - 1984   | Karen Fladset      |
| 1984 - 1993   | Sven-Tore Jacobsen |
| 1994 - 2009   | Marit Breivik      |
| 2009 - huidig | Thorir Hergeirsson |

### Belangrijke speelsters
Verschillende Noorse speelsters zijn individueel onderscheiden op internationale toernooien, ofwel als "meest waardevolle speelster", topscoorder of als lid van het All-Star Team.
IHF wereldhandbalspeler van het jaar
- Trine Haltvik, 1998
- Cecilie Leganger, 2001
- Gro Hammerseng, 2007
- Linn-Kristin Riegelhuth, 2008
- Heidi Løke, 2011
- Stine Bredal Oftedal, 2019

Meest waardevolle speelster
- Cecilie Leganger, wereldkampioenschap 1993[30]
- Gro Hammerseng, Europees kampioenschap 2004 en 2006
- Katja Nyberg, wereldkampioenschap 2007
- Kristine Lunde, Europees kampioenschap 2008
- Anja Edin, Europees kampioenschap 2012
- Stine Bredal Oftedal, wereldkampioenschap 2017
- Kari Brattset Dale, wereldkampioenschap 2021
- Henny Reistad, Europees kampioenschap 2022

All-Star Team
- Heidi Sundal, Olympische Spelen 1992;[31] wereldkampioenschap 1993
- Cecilie Leganger, wereldkampioenschap 1993, 1995, 1999 en 2001; Europees kampioenschap 1994 en 1998
- Kjersti Grini, Olympische Spelen 1996 en 2000;[31] Europees kampioenschap 1998
- Heidi Tjugum, Europees kampioenschap 1996; Olympische Spelen 2000[31]
- Tonje Sagstuen, wereldkampioenschap 1997
- Kristine Duvholt Havnås, wereldkampioenschap 1999
- Lina Olsson Rosenberg, Europees kampioenschap 2002
- Gro Hammerseng (linkeropbouw), Europees kampioenschap 2004, 2006 en 2010; wereldkampioenschap 2007
- Kari Mette Johansen (linkerhoek), Europees kampioenschap 2006
- Else-Marthe Sørlie Lybekk (cirkelloper), Olympische Spelen 2008
- Katrine Lunde (keepster), Olympische Spelen 2008 en 2021; Europees kampioenschap 2008, 2010 en 2012, wereldkampioenschap 2017
- Linn-Kristin Riegelhuth (rechterhoek), Europees kampioenschap 2008; wereldkampioenschap 2009
- Tonje Larsen (linkeropbouw), Europees kampioenschap 2008
- Kristine Lunde (middenopbouw), Europees kampioenschap 2008
- Camilla Herrem (linkerhoek), wereldkampioenschap 2009 en 2019; Europees kampioenschap 2016 en 2020
- Heidi Løke (cirkelloper), Europees kampioenschap 2010, 2012 en 2014; wereldkampioenschap 2011 en 2015, Olympische Spelen 2012 en 2016
- Kari Aalvik Grimsbø (keepster), Olympische Spelen 2012 en 2016
- Nora Mørk (rechteropbouw), Europees kampioenschap 2014, 2016 en 2020; wereldkampioenschap 2015, 2017 en 2021
- Silje Solberg (keepster), Europees kampioenschap 2014
- Stine Bredal Oftedal (middenopbouw), wereldkampioenschap 2015, Europees kampioenschap 2018, 2020 en 2022
- Henny Reistad (linkeropbouw), wereldkampioenschap 2021

Topscoorders
- Kjersti Grini, Olympische Spelen 2000 (61 goals)
- Linn-Kristin Riegelhuth, Europees kampioenschap 2008 (51 goals)
- Nora Mørk, Olympische Spelen 2016 (62 goals) en 2021 (52 goals), Europees kampioenschap 2016 (53 goals) en 2020 (52 goals), wereldkampioenschap 2017 (66 goals)

### Individuele spelersrecords

#### Meeste interlands
Meeste interlands in officiële wedstrijden.
| #  | Speelster                     | Interlands | Goals |
| -- | ----------------------------- | ---------- | ----- |
| 1  | Katrine Lunde                 | 326        | 3     |
| 2  | Karoline Dyhre Breivang       | 305        | 475   |
| 3  | Susann Goksør Bjerkrheim      | 296        | 844   |
| 4  | Camilla Herrem                | 286        | 811   |
| 5  | Linn-Kristin Riegelhuth Koren | 279        | 971   |
| 6  | Heidi Sundal                  | 268        | 727   |
| 7  | Tonje Larsen                  | 264        | 567   |
| 8  | Annette Skotvoll              | 250        | 2     |
| 9  | Karin Pettersen Ryen          | 243        | 544   |
| 10 | Trine Haltvik                 | 241        | 832   |

Bijgewerkt op: 19 december 2021
Bron: handball.no

#### Meeste doelpunten
Meeste doelpunten in officiële wedstrijden.
| #  | Speelster                     | Goals | Interlands | Gemiddeld |
| -- | ----------------------------- | ----- | ---------- | --------- |
| 1  | Kjersti Grini                 | 1.003 | 201        | 4,99      |
| 2  | Linn-Kristin Riegelhuth Koren | 971   | 279        | 3,48      |
| 3  | Cathrine Roll-Matthiesen      | 918   | 233        | 3,93      |
| 4  | Susann Goksør Bjerkrheim      | 844   | 296        | 2,85      |
| 5  | Trine Haltvik                 | 832   | 241        | 3,45      |
| 6  | Camilla Herrem                | 811   | 286        | 2,84      |
| 7  | Heidi Løke                    | 801   | 226        | 3,54      |
| 8  | Nora Mørk                     | 752   | 154        | 4,92      |
| 9  | Heidi Sundal                  | 727   | 269        | 2,70      |
| 10 | Gro Hammerseng-Edin           | 631   | 167        | 3,77      |

Bijgewerkt op: 19 december 2021
Bron: handball.no

## Onderscheidingen
- Sportploeg van het jaar (Noorwegen): 2002, 2004, 2007, 2008, 2009, 2011 en 2016
- Porsgrunds Porselænsfabriks Ærespris: 1986
- Solprisen: 2012